# Марманд (округ)
Марманд (фр. Marmande) — округ (фр. Arrondissement) во Франции, один из округов в регионе Аквитания (историческая область Франции). Департамент округа — Ло и Гаронна. Супрефектура — Марманд.
Население округа на 2006 год составляло 79 296 человек. Плотность населения составляет 57 чел./км². Площадь округа составляет всего 1388 км².